# جفری لین
جفری لین (انگلیسی: Jeffrey Lynn؛ ۱۶ فوریهٔ ۱۹۰۹ – ۲۴ نوامبر ۱۹۹۵) یک هنرپیشه اهل ایالات متحده آمریکا بود. وی بین سال‌های ۱۹۳۸ تا ۱۹۹۰ میلادی فعالیت می‌کرد.

## گزیده فیلمشناسی
از فیلم‌ها یا برنامه‌های تلویزیونی که وی در آن نقش داشته‌است می‌توان به آثار زیر اشاره کرد.
- چهار دختر (1938)
- دهه پرشور بیست (1939)
- عشق من بازگشت (1940)
- همه اینها به‌اضافه بهشت (1940)
- دختر میلیون دلاری (فیلم ۱۹۴۱) (1941)
- زیرزمین (فیلم ۱۹۴۱) (1941)
- نامه‌ای به سه همسر (1949)
- باترفیلد ۸ (1960)